# Борония крупнопестиковая
Борония крупнопестиковая, Борония коричневая (лат. Boronia megastigma) — вид вечнозелёных кустарников из рода Борония семейства Рутовые. Растёт в штате Западная Австралия.

## Биологическое описание
Кустарник с прямыми, многочисленными стеблями, 1—3 м высотой и 1—2 м шириной. 
Листья узкие, толстые, линейные, 2 см длиной, зелёные или тёмно-зелёные.
Цветки одиночные, колокольчатые, свисающие, диаметром 1 см, расположены в пазухах листьев, жёлто-зелёные с тёмно-коричневой или красновато-коричневой наружной поверхностью и жёлтой или жёлтовато-зелёной внутренней. 
Цветение в мае.
Опыляется насекомыми.

## Применение
В викторианскую эпоху этот кустарник, из-за его тёмных цветов, было принято сажать на кладбищах.
Из растения получают эфирное масло, основные компоненты - β-ионон и додецил ацетат, эвгенол, триаконтан, фенолы, этиловый спирт. Которое используется как компонент парфюмерных композиций и добавка к продуктам.